# 火花短片
《火花短片》（英語：SparkShorts）是指皮克斯動畫工作室製作的一系列美國獨立动画短片系列。這個計畫提供給皮克斯的員工六個月的時間和有限的預算以開發動畫短片。作為工作室的培訓員工計劃，這些短片最初在皮克斯的YouTube頻道上發布，後來在Disney+上發布。
該計畫的前三部短片《毛線小姐》、《小砸和小抓》和《喵狗大戰》於2018年8月14日在SIGGRAPH上發布，隨後於2019年1月8日在埃爾卡皮坦劇院限量上映。隨後的短片從2019年11月12日開始在Disney+上發布，這些短片因其更成熟的主題而受到好評，與傳統的皮克斯長片相比，則呈現更多元的風格和內容。

## 開發
皮克斯於2019年1月18日首次宣布火花短片計劃。該計劃的內容給予皮克斯的員工六個月的時間和有限的預算來開發獨立短片，短片內容均基於個人經歷及自由創作。計劃的目的是為了在皮克斯找到全新的電影製片人。
擔任短片電影《特別的他》的編劇/導演鮑比·盧比歐（Bobby Rubio）描述這個計畫為皮克斯「不同於其他類型的電影」的開發計畫，而琳賽·柯林斯（Lindsey Collins）則指出這些短片被稱為「火花短片」的原因，是因為皮克斯期望能在員工中激發創意的「創造火花」。吉姆·莫瑞斯（Jim Morris）表示：「火花短片計劃的目標是發現新的敘事者，並探索新的敘事技術，嘗試新的製作工作流程。」並進一步補充說道：「這個計劃提供了一個機會，可以發現個別的藝術家，以及他們在比皮克斯長片規模較小的概念電影製作中，所具有的潛力。」

## 作品列表
| #  | 短片標題       | 發布日期       | 導演            | 編劇            | 編劇                                                | 製作人                    | 執行製片人                                 | 剪輯             | 音樂              |
| #  | 短片標題       | 發布日期       | 導演            | 劇本            | 故事                                                | 製作人                    | 執行製片人                                 | 剪輯             | 音樂              |
| -- | -------------- | -------------- | --------------- | --------------- | --------------------------------------------------- | ------------------------- | ------------------------------------------ | ---------------- | ----------------- |
| 1  | 《毛線小姐》   | 2019年2月4日   | 克莉絲汀·萊斯特 | 克莉絲汀·萊斯特 | 邁克爾·戴利、布拉德利弗·尼什、萊斯特和詹姆斯·羅伯遜 | 吉莉安·利伯特-鄧肯        | 林賽·柯林斯                                | Furnish          | 皮納爾·托普拉克   |
| 2  | 《小砸和小抓》 | 2019年2月11日  | 布萊恩·拉森     | 布萊恩·拉森     | 布萊恩·拉森                                         | 大衛·拉利                 | 林賽·柯林斯、瑪麗·愛麗絲·德魯姆、達納·莫瑞 | 妮可·范德紐特    | 巴尼·瓊斯         |
| 3  | 《喵狗大戰》   | 2019年2月18日  | 蘿莎娜·蘇利文   | 蘿莎娜·蘇利文   | 蘿莎娜·蘇利文                                       | 凱瑟琳·亨德里克森         | 林賽·柯林斯                                | 凱蒂·謝弗·畢肖普 | 安德魯·希門尼斯   |
| 4  | 《特別的他》   | 2019年11月12日 | 鮑比·盧比歐     | 鮑比·盧比歐     | 鮑比·盧比歐                                         | 克麗絲·卡巴巴             | 林賽·柯林斯                                | 格雷戈里·阿蒙森  | 瓊斯              |
| 5  | 《乘風而去》   | 2019年12月13日 | 埃德溫·張       | 埃德溫·張       | 埃德溫·張                                           | 赫蘇斯·馬丁內斯           | 林賽·柯林斯                                | 提姆·福克斯      | 希門·尼斯         |
| 6  | 《無限循環》   | 2020年1月10日  | 艾麗卡·米爾瑟姆 | 艾麗卡·米爾瑟姆 | 亞當·伯克、馬蒂亞斯·德·克萊克、米爾·瑟姆            | 麥可·沃奇 & 克麗絲·卡巴巴 | 林賽·柯林斯                                | 賈森·布羅德基    | 馬克·歐頓         |
| 7  | 《彩虹的愛》   | 2020年5月22日  | 史蒂文·亨特     | 史蒂文·亨特     | 史蒂文·亨特                                         | 馬克斯·薩查爾             | 林賽·柯林斯、大衛·拉利                     | 諾亞·紐曼        | 傑克·蒙納科       |
| 8  | 《挖道兔》     | 2020年12月25日 | 馬德琳‧沙拉菲安 | 馬德琳‧沙拉菲安 | 馬德琳‧沙拉菲安                                     | 麥克·卡巴拉特             | 林賽·柯林斯、大衛·拉利                     | 安娜·沃利茨基    | 不適用            |
| 9  | 《二十難不難》 | 2021年9月10日  | 阿夫頓·科爾賓   | 阿夫頓·科爾賓   | 阿夫頓·科爾賓                                       | 埃里克·蘭利               | 妮可·帕拉迪斯·格林德爾、邁克爾·K·奧布萊恩  | 阿梅拉·裡茲克    | ASTU              |
| 10 | 《意外的季節》 | 2021年9月17日  | 路易斯·岡薩雷斯 | 路易斯·岡薩雷斯 | 吳麥克                                              | 考特尼·卡斯帕·肯特        | 妮可·帕拉迪斯·格林德爾、邁克爾·K·奧布萊恩  | 珍妮佛·朱        | 克里斯蒂·路卡雷拉 |
| 11 | 《自我》       | 2024年2月2日   | 希里特·胡魯夫   | 希里特·胡魯夫   | 希里特·胡魯夫                                       | 埃里克·羅薩萊斯           | TBA                                        | TBA              | TBA               |

## 榮譽
| 獎項及提名名單 | 獎項及提名名單 | 獎項及提名名單 | 獎項及提名名單 | 獎項及提名名單 | 獎項及提名名單 |
| 獎項           | 舉辦日期       | 類別           | 標題           | 結果           | 參考來源       |
| -------------- | -------------- | -------------- | -------------- | -------------- | -------------- |
| 奧斯卡金像獎   | 2020年2月10日  | 最佳動畫短片   | 《喵狗大戰》   | 提名           | [ 6 ]          |
| 奧斯卡金像獎   | 2021年4月25日  | 最佳動畫短片   | 《彩虹的愛》   | 入圍           | [ 7 ]          |
| 奧斯卡金像獎   | 2021年4月25日  | 最佳動畫短片   | 《挖道兔》     | 提名           | [ 8 ] [ 9 ]    |

## 主題
火花短片計劃中的短片因探討比之前的皮克斯製作更成熟的主題而受到好評。例如，《毛線小姐》被許多人讚譽為性別歧視和女權主義的寓言，《Study Breaks》的梅根·梅塔（Meghan Mehta）指出這對皮克斯的目標觀眾來說是「成熟的」。亞歷克斯·雷夫（Alex Reif）在《Laughing Place》表示，《小砸和小抓》是「一個關於兩名工人的故事，他們得不到像控制他們的人那樣的奢侈品」
尼克·斯基科恩（Nick Skillicorn）在《Idea to Value》中認為火花短片計劃「使工作人員能夠以新的方式展現他們的想像力，並嘗試那些在針對家庭的長片電影中，永遠不會被接受的題材。」

## 其他媒體
2020年1月29日，迪士尼宣布正在為Disney+開發一部關於火花短片系列的未命名紀錄片系列。這部系列提供了對「皮克斯下一代製片人」的深入洞察，由布萊恩·麥克金、傑森·史特曼（Jason Sterman）和大衛·蓋爾布擔任執行製片人。2021年7月21日，有報導指出該項目正在重新開發，並以《閃爍背後的故事》為名成為一部紀錄片，由麥克金、史特曼和蓋爾布擔任製片人。史特曼還與黎安·達爾（Leanne Dare）共同執導這部電影。皮克斯與Supper Club共同製作項目。
這部紀錄片追蹤了當時最新的短片《二十難不難》和《意外的季節》的製作過程，並於2021年9月24日上映。

## 外部連結
- 官方网站
- 互联网电影数据库（IMDb）上《火花短片》的资料（英文）